# Мольгино (Палкінський район)
Мольгино (рос. Мольгино) — присілок в Палкінському районі Псковської області Російської Федерації.
Населення становить 18 осіб. Входить до складу муніципального утворення Палкінська волость.

## Історія
Від 2015 року входить до складу муніципального утворення Палкінська волость.

## Населення
| 2001 | 2002 | 2010 | 2012 | 2016 |
| ---- | ---- | ---- | ---- | ---- |
| 29   | ↘25  | ↘18  | ↗21  | ↘18  |